# Tour Akhmat
 (octobre 2024).
Tour Akhmat (en russe : Ахмáт Тáуэр) est un gratte-ciel de grande hauteur en cours de construction à Grozny, en République tchétchène, en Russie. Les travaux ont débuté le 2 janvier 2016 et, en septembre 2016, les travaux de battage étaient terminés. Son achèvement était prévu pour 2020, mais en octobre 2024, la tour était toujours inachevée. 
La tour Akhmat doit son nom à l'ancien premier président de la République tchétchène Akhmad Kadyrov.
Le bâtiment est prévu pour 435 mètres de haut avec 100 étages pour une surface totale de 262 000 m². La conception du bâtiment est fortement influencée par l'architecture de la tour Vainakh, calquée sur les tours militaires. Le bâtiment comprendra des bureaux, des appartements, un hôtel 5 étoiles, un parking, un musée et des espaces publics.